# Brocklesby
Brocklesby – wieś w Anglii, w hrabstwie Lincolnshire, w dystrykcie West Lindsey. Leży 43 km na północny wschód od Lincoln i 231 km na północ od Londynu.